# Pique d’Endron
Pique d’Endron – szczyt w Pirenejach. Leży w południowej Francji, w departamencie Ariège, przy granicy z Hiszpanią. Należy do podgrupy „Benasque” w Pirenejach Centralnych.